# Fibulia hispidosa
Fibulia hispidosa är en svampdjursart som först beskrevs av Thomas Whitelegge 1906.  Fibulia hispidosa ingår i släktet Fibulia och familjen Dendoricellidae. Inga underarter finns listade i Catalogue of Life.